# بازی‌های حذفی ان‌بی‌ای ۲۰۱۴

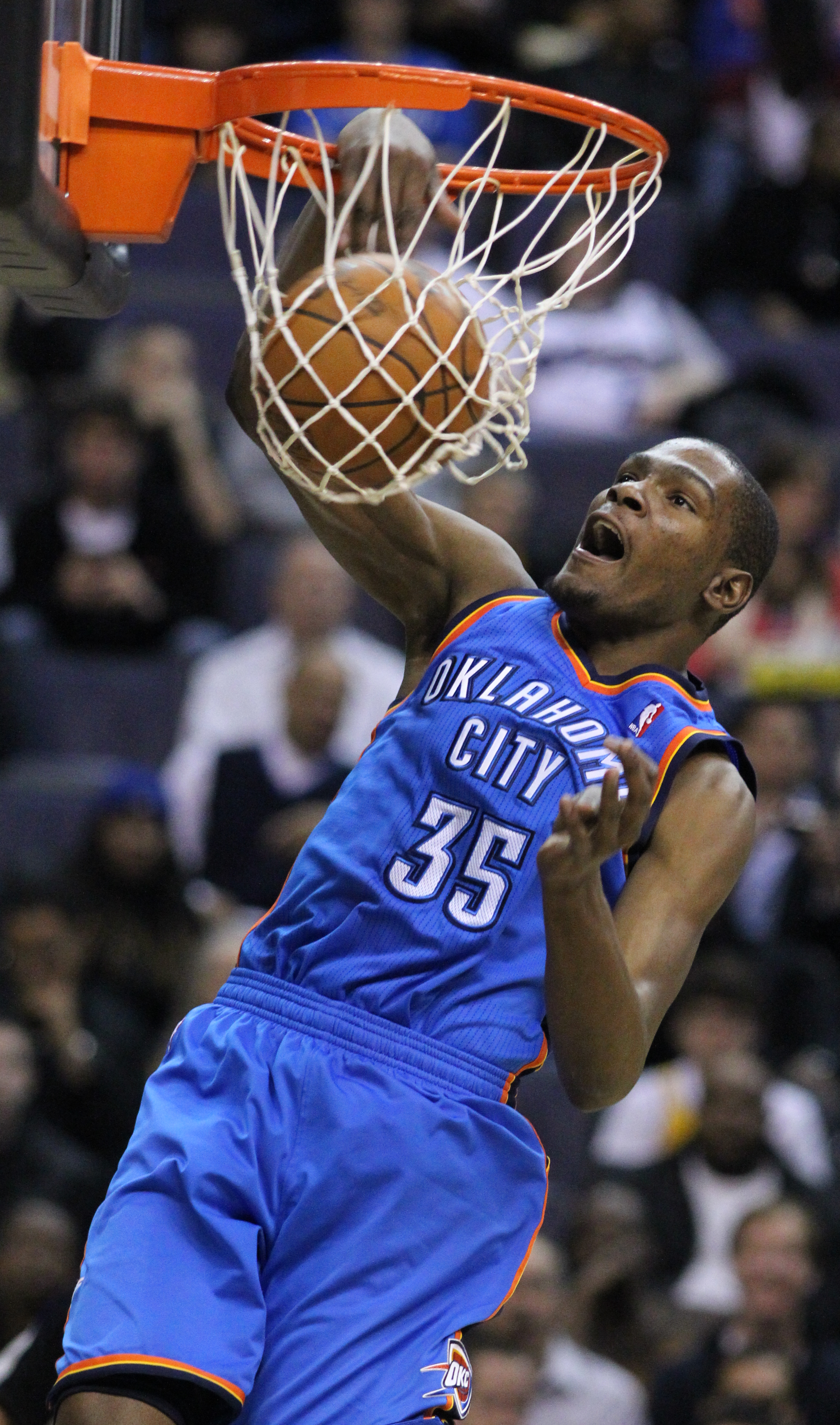
در این دوره از مسابقات بود که کوین دورانت MVP فصل برای انتقام از «شاه جیمز» به میدان می‌آمد.

بازی‌های حذفی ان‌بی‌ای ۲۰۱۴ (2014 NBA Playoffs) نام دوره حذفی مسابقات لیگ بسکتبال ان‌بی‌ای است که در ماه آوریل سال ۲۰۱۴ با شرکت ۱۶ تیم برتر از لیگ ان بی ای در آمریکای شمالی آغاز گردید.
تیم سن انتونیو اسپرز از همایش غرب و تیم ایندیانا پیسرز از همایش شرق مکان‌های نخست دیدارهای فصلی همایش‌های شرق و غرب را کسب کردند. برندگان دیدارهای فصلی، در پلی آف‌های دارای حق میزبانی در بازی نهایی می‌شوند (در صورت هفت بازی کشیده شدن سری). تیم اسپرز به دلیل بیشترین تعداد برد در بازی‌های فصلی در این دوره بازی‌ها دارای حق میزبانی سرتاسری گردید.
این نخستین باری در تاریخ بود که بوستون و لیکرز و نیکس هر سه از صعود به مرحله حذفی جا ماندند.

## نتایج فصلی

### همایش شرق
| رتبه | تیم              | رکورد |
| ۱    | ایندیانا پیسرز   | ۵۶–۲۶ |
| ۲    | میامی هیت        | ۵۴–۲۸ |
| ۳    | تورنتو رپتورز    | ۴۸–۳۴ |
| ۴    | شیکاگو بولز      | ۴۸–۳۴ |
| ۵    | واشینگتن ویزاردز | ۴۴–۳۸ |
| ۶    | بروکلین نتس      | ۴۴–۳۸ |
| ۷    | شارلوت بابکتس    | ۴۳–۳۹ |
| ۸    | آتلانتا هاوکس    | ۳۸–۴۴ |

### همایش غرب
| رتبه | تیم                 | رکورد |
| ۱    | سن آنتونیو اسپرز    | ۶۲–۲۰ |
| ۲    | اوکلاهوماسیتی تاندر | ۵۹–۲۳ |
| ۳    | لس آنجلس کلیپرز     | ۵۷–۲۵ |
| ۴    | هیوستون راکتس       | ۵۴–۲۸ |
| ۵    | پورتلند تریل بلیزرز | ۵۴–۲۸ |
| ۶    | گلدن استیت واریرز   | ۵۱–۳۱ |
| ۷    | ممفیس گریزلیز       | ۵۰–۳۲ |
| ۸    | دالاس ماوریکس       | ۴۹–۳۳ |

## براکت دوره نهایی مسابقات
|  | دور اول یک چهارم نهایی همایش | دور اول یک چهارم نهایی همایش | دور اول یک چهارم نهایی همایش |                     |     | دور دوم نیمه نهایی همایش | دور دوم نیمه نهایی همایش | دور دوم نیمه نهایی همایش |  |  | فینال همایش (نیمه نهایی سراسری) | فینال همایش (نیمه نهایی سراسری) | فینال همایش (نیمه نهایی سراسری) |  |  | فینال سراسری لیگ | فینال سراسری لیگ | فینال سراسری لیگ |  |
|  |                              |                              |                              |                     |     |                          |                          |                          |  |  |                                 |                                 |                                 |  |  |                  |                  |                  |  |
|  | ۱                            | ایندیانا پیسرز               | ۴                            |                     |     |                          |                          |                          |  |  |                                 |                                 |                                 |  |  |                  |                  |                  |  |
|  | ۱                            | ایندیانا پیسرز               | ۴                            |                     |     |                          |                          |                          |  |  |                                 |                                 |                                 |  |  |                  |                  |                  |  |
|  | ۸                            | آتلانتا هاوکس                | ۳                            |                     |     |                          |                          |                          |  |  |                                 |                                 |                                 |  |  |                  |                  |                  |  |
|  | ۸                            | آتلانتا هاوکس                | ۳                            |                     | ۱   | ایندیانا پیسرز           | ۴                        |                          |  |  |                                 |                                 |                                 |  |  |                  |                  |                  |  |
|  |                              |                              |                              |                     | ۱   | ایندیانا پیسرز           | ۴                        |                          |  |  |                                 |                                 |                                 |  |  |                  |                  |                  |  |
|  |                              |                              | ۵                            | واشینگتن ویزاردز    | ۲   |                          |                          |                          |  |  |                                 |                                 |                                 |  |  |                  |                  |                  |  |
|  | ۵                            | واشینگتن ویزاردز             | ۵                            | واشینگتن ویزاردز    | ۲   | ۴                        |                          |                          |  |  |                                 |                                 |                                 |  |  |                  |                  |                  |  |
|  | ۵                            | واشینگتن ویزاردز             |                              |                     |     |                          |                          |                          |  |  |                                 |                                 |                                 |  |  |                  |                  |                  |  |
|  | ۴                            | شیکاگو بولز                  | ۱                            |                     |     |                          |                          |                          |  |  |                                 |                                 |                                 |  |  |                  |                  |                  |  |
|  | ۴                            | شیکاگو بولز                  | ۱                            |                     | ۱   | ایندیانا پیسرز           | ۲                        |                          |  |  |                                 |                                 |                                 |  |  |                  |                  |                  |  |
|  | همایش شرق                    |                              |                              |                     | ۱   | ایندیانا پیسرز           | ۲                        |                          |  |  |                                 |                                 |                                 |  |  |                  |                  |                  |  |
|  |                              |                              | ۲                            | میامی هیت           | ۴   |                          |                          |                          |  |  |                                 |                                 |                                 |  |  |                  |                  |                  |  |
|  | ۳                            | بروکلین نتس                  | ۲                            | میامی هیت           | ۴   | ۴                        |                          |                          |  |  |                                 |                                 |                                 |  |  |                  |                  |                  |  |
|  | ۳                            | بروکلین نتس                  |                              |                     |     |                          |                          |                          |  |  |                                 |                                 |                                 |  |  |                  |                  |                  |  |
|  | ۶                            | تورنتو رپتورز                | ۳                            |                     |     |                          |                          |                          |  |  |                                 |                                 |                                 |  |  |                  |                  |                  |  |
|  | ۶                            | تورنتو رپتورز                | ۳                            |                     | ۳   | بروکلین نتس              | ۱                        |                          |  |  |                                 |                                 |                                 |  |  |                  |                  |                  |  |
|  |                              |                              |                              |                     | ۳   | بروکلین نتس              | ۱                        |                          |  |  |                                 |                                 |                                 |  |  |                  |                  |                  |  |
|  |                              |                              | ۲                            | میامی هیت           | ۴   |                          |                          |                          |  |  |                                 |                                 |                                 |  |  |                  |                  |                  |  |
|  | ۲                            | میامی هیت                    | ۲                            | میامی هیت           | ۴   | ۴                        |                          |                          |  |  |                                 |                                 |                                 |  |  |                  |                  |                  |  |
|  | ۲                            | میامی هیت                    |                              |                     |     |                          |                          |                          |  |  |                                 |                                 |                                 |  |  |                  |                  |                  |  |
|  | ۷                            | شارلوت بابکتس                | ۰                            |                     |     |                          |                          |                          |  |  |                                 |                                 |                                 |  |  |                  |                  |                  |  |
|  | ۷                            | شارلوت بابکتس                | ۰                            |                     | شرق | میامی هیت                | ۱                        |                          |  |  |                                 |                                 |                                 |  |  |                  |                  |                  |  |
|  |                              |                              |                              |                     |     |                          |                          |                          |  |  |                                 |                                 |                                 |  |  |                  |                  |                  |  |
|  |                              |                              | غرب                          | سن انتونیو اسپرز    | ۴   |                          |                          |                          |  |  |                                 |                                 |                                 |  |  |                  |                  |                  |  |
|  | ۱                            | سن انتونیو اسپرز             | غرب                          | سن انتونیو اسپرز    | ۴   | ۴                        |                          |                          |  |  |                                 |                                 |                                 |  |  |                  |                  |                  |  |
|  | ۱                            | سن انتونیو اسپرز             |                              |                     |     |                          |                          |                          |  |  |                                 |                                 |                                 |  |  |                  |                  |                  |  |
|  | ۸                            | دالاس ماوریکس                | ۳                            |                     |     |                          |                          |                          |  |  |                                 |                                 |                                 |  |  |                  |                  |                  |  |
|  | ۸                            | دالاس ماوریکس                | ۳                            |                     | ۱   | سن آنتونیو اسپرز         | ۴                        |                          |  |  |                                 |                                 |                                 |  |  |                  |                  |                  |  |
|  |                              |                              |                              |                     | ۱   | سن آنتونیو اسپرز         | ۴                        |                          |  |  |                                 |                                 |                                 |  |  |                  |                  |                  |  |
|  |                              |                              | ۵                            | پورتلند تریل بلیزرز | ۱   |                          |                          |                          |  |  |                                 |                                 |                                 |  |  |                  |                  |                  |  |
|  | ۴                            | هیوستون راکتس                | ۵                            | پورتلند تریل بلیزرز | ۱   | ۳                        |                          |                          |  |  |                                 |                                 |                                 |  |  |                  |                  |                  |  |
|  | ۴                            | هیوستون راکتس                |                              |                     |     |                          |                          |                          |  |  |                                 |                                 |                                 |  |  |                  |                  |                  |  |
|  | ۵                            | پورتلند تریل بلیزرز          | ۴                            |                     |     |                          |                          |                          |  |  |                                 |                                 |                                 |  |  |                  |                  |                  |  |
|  | ۵                            | پورتلند تریل بلیزرز          | ۴                            |                     | ۱   | سن انتونیو اسپرز         | ۴                        |                          |  |  |                                 |                                 |                                 |  |  |                  |                  |                  |  |
|  | همایش غرب                    |                              |                              |                     | ۱   | سن انتونیو اسپرز         | ۴                        |                          |  |  |                                 |                                 |                                 |  |  |                  |                  |                  |  |
|  |                              |                              | ۲                            | اوکلاهوماسیتی تاندر | ۲   |                          |                          |                          |  |  |                                 |                                 |                                 |  |  |                  |                  |                  |  |
|  | ۳                            | لس آنجلس کلیپرز              | ۲                            | اوکلاهوماسیتی تاندر | ۲   | ۴                        |                          |                          |  |  |                                 |                                 |                                 |  |  |                  |                  |                  |  |
|  | ۳                            | لس آنجلس کلیپرز              |                              |                     |     |                          |                          |                          |  |  |                                 |                                 |                                 |  |  |                  |                  |                  |  |
|  | ۶                            | گلدن استیت واریرز            | ۳                            |                     |     |                          |                          |                          |  |  |                                 |                                 |                                 |  |  |                  |                  |                  |  |
|  | ۶                            | گلدن استیت واریرز            | ۳                            |                     | ۳   | لس آنجلس کلیپرز          | ۲                        |                          |  |  |                                 |                                 |                                 |  |  |                  |                  |                  |  |
|  |                              |                              |                              |                     | ۳   | لس آنجلس کلیپرز          | ۲                        |                          |  |  |                                 |                                 |                                 |  |  |                  |                  |                  |  |
|  |                              |                              | ۲                            | اوکلاهوماسیتی تاندر | ۴   |                          |                          |                          |  |  |                                 |                                 |                                 |  |  |                  |                  |                  |  |
|  | ۲                            | اوکلاهوماسیتی تاندر          | ۲                            | اوکلاهوماسیتی تاندر | ۴   | ۴                        |                          |                          |  |  |                                 |                                 |                                 |  |  |                  |                  |                  |  |
|  | ۲                            | اوکلاهوماسیتی تاندر          |                              |                     |     |                          |                          |                          |  |  |                                 |                                 |                                 |  |  |                  |                  |                  |  |
|  | ۷                            | ممفیس گریزلیز                | ۳                            |                     |     |                          |                          |                          |  |  |                                 |                                 |                                 |  |  |                  |                  |                  |  |

## شرح مسابقات

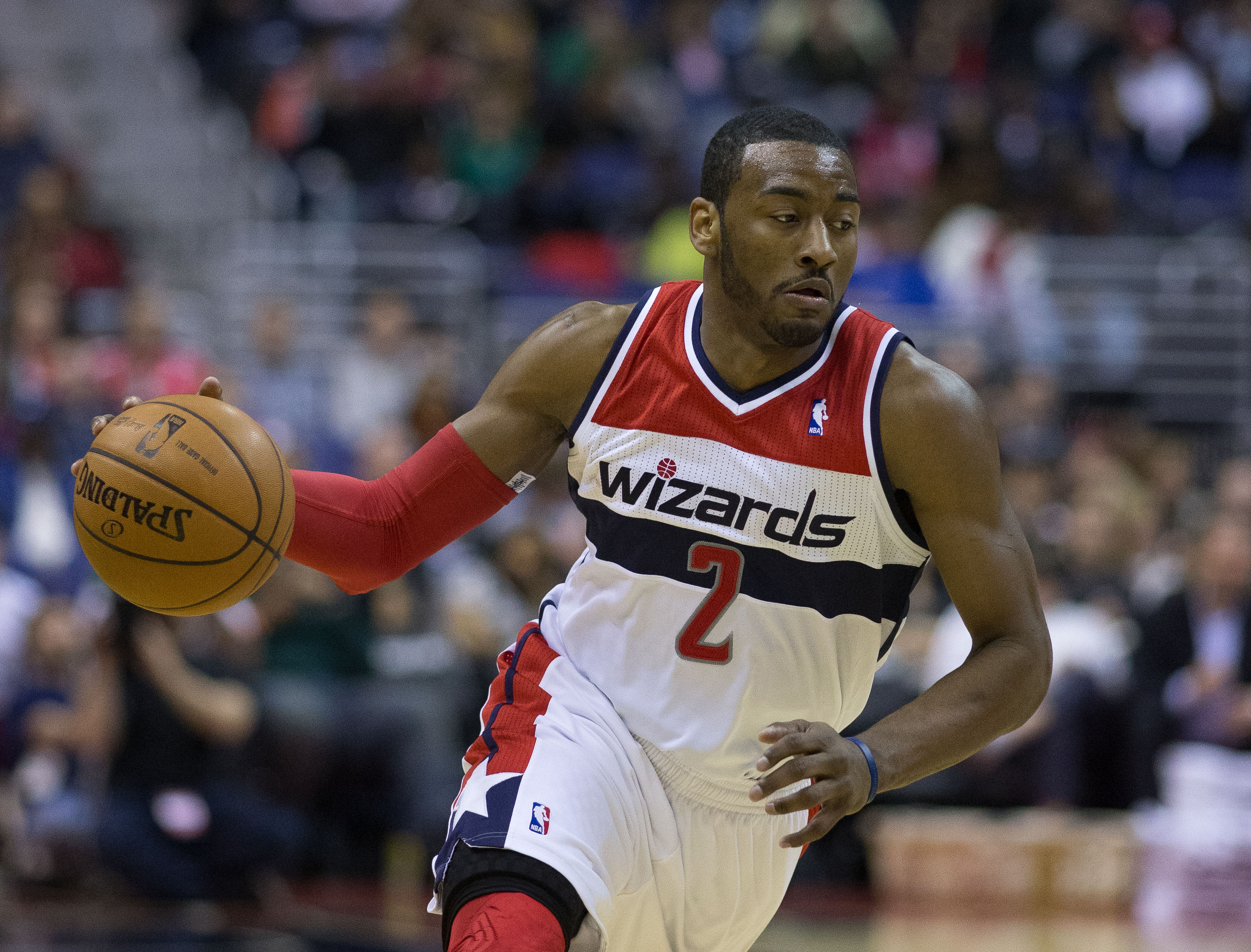
جان وال حذف تیم قدرتمند شیکاگو بولز را در دور اول رقم زد.

### دور اول
دور اول آبستن حوادث غیر مترقبه بسیاری بود. کارشناسان و تحلیلگران ورزشی معتقدند که این دوره از بازی‌ها شاهد تنگاتنگ‌ترین رقابت‌های سال‌های اخیر بوده‌است. تنها تیمی که بدون شکست به مرحله بعد صعود کرد میامی بود. اما تیم‌های دیگر درگیر بازی‌های بسیار سرسختی با یکدیگر شدند. به‌طور نمونه تیم واشینگتن ویزاردز توانست حریف قدرتمند خود شیکاگو بولز را در پنج بازی حذف کند و برای نخستین بار در ۵ سال گذشته شهر واشینگتن دی.سی. را به مرحله دوم حذفی معتبرترین لیگ در جهان بسکتبال ببرد. در این میان نقش ننی هیلاریو و جان وال تعیین‌کننده بود. جان وال که در اوایل فصل خود را بهترین پوینت گارد جهان معرفی کرده بود بسیار از شکست شیکاگو احساس افتخار می‌کرد. ایندیانا نیز که فصل خوبی را گذرانده بود در برخورد با آتلانتا دچار مشکلات جدی گردید که ناشی از عدم هماهنگی لانس استیونسن با بقیه تیم بود به‌طوری‌که تیم هاوکس که ضعیفترین تیم در پلی آفس بود پیسرز را تا مرز حذف شدن در بازی هفتم کشاند و اگر درخشش پال جرج نبود این تیم قطعاً حذف شده بود. همین مشکل نیز برای تاندر به وجود آمد. ممفیس چنان در دور اول این مسابقات درخشید که تاندر را تا بازی هفتم بر زمین کشاند و با بازی بشدت تدافعی خود تیم اوکلاهوما را از کار انداخت؛ و اگر اخراج بازیکن کلیدی ممفیس زاک راندالف از بازی هفتم به دلیل خطا نبود به جرئت می‌توان گفت که شاید تاندر در این دور حذف می‌شد. اما بخت با آنان یاری کرد و در بازی هفتم درخشش ستاره اوکلاهوما کوین دورانت توانست بار دیگر تاندر را به مرحله بعد صعود دهد. خیلی از منتقدین ممفیس را سرسخت‌ترین حریف تاندر در این فصل دانسته بودند. تیم کلیپرز نیز همین وضعیت را پیدا کرد و گلدن استیت سری را به هفت بازی کشاند و تنها در بازی هفتم بود که استف کوری و دیوید لی در یک بازی بسیار نزدیک و زیبا مغلوب کریس پال و بلیک گریفین گردیدند.
دور اول همچنین ظهور تیم قدرتمند پورتلند را رقم زد و بر همگان مسلم گردید که دیمیان لیلارد و لامارکوس آلدریج اکنون به ستارگان برتر بسکتبال جهان پیوستند. این تیم توانست به‌طور قاطعی تیم هیوستون را که مدعی قهرمانی بود را در شش بازی شکست دهد و بار دیگر مزه تلخ شکست را در دهان دوایت هاورد بر جای گذارد؛ و بالاخره شاید طاقت فرساترین رویارویی از آن تیم اسپرز در برابر دالاس بود که آن هم به هفت بازی و لحظات آخر و حرکات کلاچ کشیده شد. تنها در بازی آخر بود که اسپرز به‌طور متمایزی برنده بازی شد و سری را از آن خود کرد.

### دور دوم
پیسرز-ویزاردز

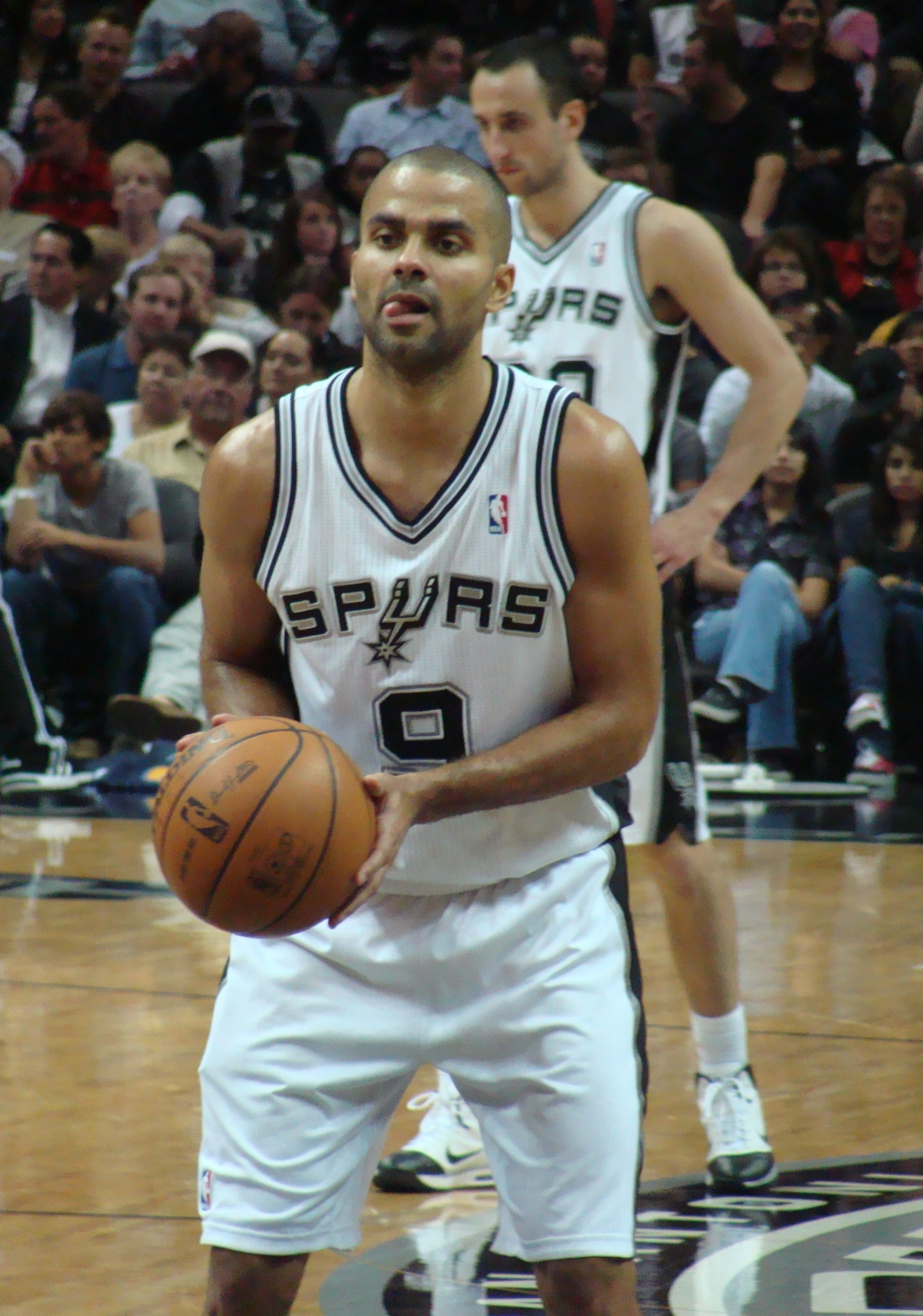
تونی پارکر با بازی هوشمندانه خود موفق به خنثی‌سازی کامل گارد جوان تیم پورتلند در دور دوم بازی‌های پلی آفس گردید. او در این سری به ترتیب ۳۳، ۱۶، ۲۹ امتیاز به ثمر رسانید.

تیم واشینگتن ویزاردز که سر مست از شکست تیم با ابهتی مثل شیکاگو بود با قدرت و اقتدار فراوان وارد میدان شد و در بازی اول قاطعانه پیسرز را شکست داد. پیسرز هنوز زخم‌های روحی از دور پیش و دعواهای بجا مانده از آن را حس می‌کرد و همین موضوع شکست آنان را در بازی اول رقم زد. لیکن جان وال قبل از بازی گفته بود که اگر ما شیکاگو را بردیم پیسرز را هم می‌توانیم ببریم. با اینحال در بازی دوم بود که روی هیبرت با قدرت و جثه خود توانست سری را به تساوی بکشاند. پیسرز در این بازی با نتیجه ۸۶ بر ۸۲ از سد ویزاردز عبور کرد و نشان داد که آن تیمی که در همایش شرق در طول فصل رتبه اول را کسب کرده بود هنوز زنده است. در این بازی لنس استیونسون با جامپ شات ثانیه‌های آخر تأثیر بزرگی در پیروزی تیمش داشت. هیبرت در این بازی با ۲۸ امتیاز و ۹ ریباند عملکرد مطلوبی بعد از چند بازی ضعیف گذشته از خود بر جای گذاشت. بازی سوم نیز این روند ادامه پیدا کرد و این بار ویزاردز کاملاً ناتوان در برابر دفاع پیسرز ظاهر گشت به‌طوری‌که تمام ادعا و غرور واشینگتن در این بازی محو شد.
اسپرز-پورتلند
تیم پورتلند سرشار از اطمینان و غرور از شکست تیم قدرتمندی مثل هیوستون و با دیدن نتیجه برد ضعیف تیم اسپرز در برابر دالاس بر این تصور بود که اسپرز کهنسال را به راحتی از میدان به در خواهد کرد. لیکن بازی اول این سری برای آنان یک شوک به همراه آورد و اسپرز این تصور آنان را با بازی چاگو اسپلیتر و تونی پارکر مدفون کرد. پیروزی اول اسپرز مدیون نیمکت ذخیره آنان نیز بود بخصوص بازیکنانی مثل مارکو بلینلی و هارون بینز. پیروزی دوم اسپرز نیز نشان داد که لامارکوس آلدریج توسط بازی تدافعی چاگو اسپلیتر تماماً مهار شده. بازی سوم که در پورتلتد برگزار شد اینبار نشان داد که دیمیان لیلارد هنوز در برابر تونی پارکر بایستی شاگردی کند، و اقتدار اسپرزِ با تجربه، تیم پورتلندِ جوان را ناامید تر از همیشه کرد. تیم پورتلند در شهر خود یک بازی را برنده شد تا از سوئیپ شدن خود جلوگیری کند اما نهایتاً در بازی پنجم بود که تیم جوان و پرانرژی اما بی‌تجربه پورتلند تسلیم تیمی شد که برای سومین سال پیاپی راهی فینال کنفرانس غرب می‌شد.
میامی-بروکلین
میامی هیت در بازی اول با اقتدار تیم نتس را شکست داد. در این بازی که در امریکن ایرلاینز آرینادر شهر میامی و در حضور نزدیک به ۲۰٬۰۰۰ تماشاچی بروکلین نتس میهمان میامی هیت بود. این بازی تا پایان نیمه اول پایاپای پیش رفت اما در کوارتر سوم میامی هیت اختلافش را با تیم رقیب افزایش داد و سر انجام با نتیجه ۱۰۷–۸۶ حریفش را شکست داد. برای میامی لبران جیمز با ۲۲ امتیاز و ۵ ریباند و برای بروکلین دران ویلیامز با ۱۷ امتیاز و ۳ ریباند بهترین بازیکنان تیمشان بودند. بازی دوم را نیز میامی در خانه خود پیروز گردید تا اینکه در بروکلین بود که تیم نتس بالاخره از خود کمی شهامت نشان داد و در یک بازی پرتنش و برخورد با نتیجه ۱۰۴–۹۰ به مدافعین قهرمانی نخستین شکست پلی آفس را وارد کرد. اما نتس نتوانست این حرکت خود را تکرار کند و بازی بعدی و در نتیجه سری را واگذار کرد و به آزمایش پرخرج میخائیل پروکوروف پایان داد.
تاندر-کلیپرز
کلیپرز بازی اول این سری حساس را با اقتدار و رهبری کریس پال در زمین تاندر برنده شد به‌طوری‌که بسیاری از منتقدین بر این تصور شدند که امسال بالاخره سال گریفین و پال است. اما در بازی دوم دو تیم کلیپرز و تاندر در سالن چساپیک انرژی آرنا و در حضور بیش از ۱۸۰۰۰ نفر مقابل هم صف آرایی کردند. این بار این تیم تاندر بود که از همان ابتدا از حریف خود جلو افتاد و در نهایت اوکلاهوما با نتیجه ۱۱۲ بر ۱۰۱ از سد حریفش گذشت. برای تاندر راسل وستبروک صاحب یک تریپل دابل شد و با کسب ۳۱ امتیاز، ۱۰ ریباند و ۱۰ پاس منجر به گل ادعای برترین گارد لیگ را در این بازی از کریس پال ربود. بازی سوم شاهد سبقت‌گیری وستبروک از کریس پال و منجر به شکست تلخ دیگری برای لس آنجلسی‌ها شد.

### دور نیمه نهایی (فینال همایش‌ها)

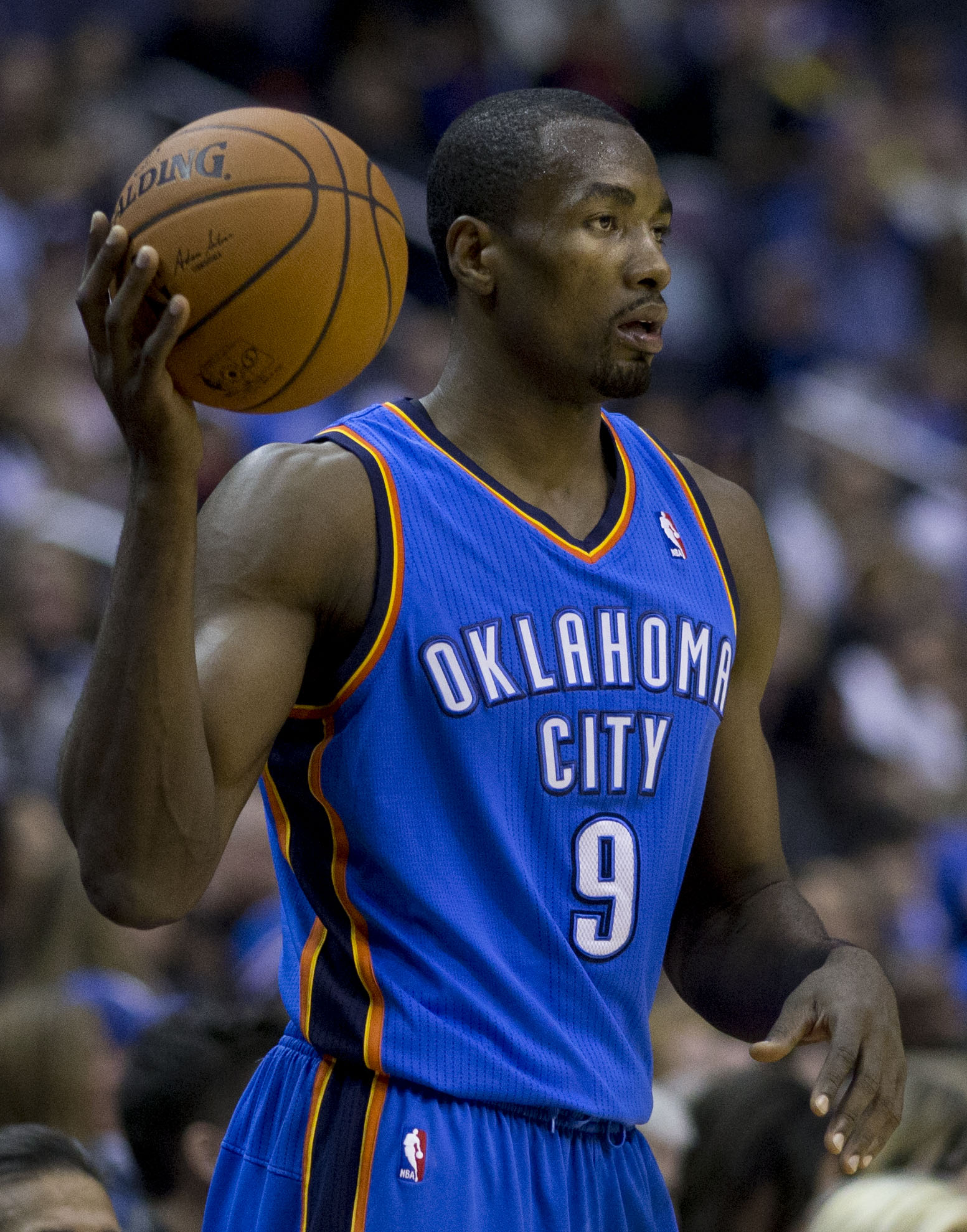
تاندر بر این باور بود که بازگشت سرج ایباکا (که از برترین مدافعین جهان بود) ماشین خط حمله اسپرز را متوقف خواهد کرد. اما در آخر اسپرز تیم تاندر را با حضور ایباکا نیز مغلوب کرده و به دیدار میامی برای دومین سال متوالی در فینال رفت.

### همایش شرق
در همایش شرق تیم میامی که تا این دور از مسابقات تقریباً بدون رقیب و بدون خطر جدی روبرو شده بود اکنون برای دومین مرتبه پیاپی در برابر تیم پیسرز قرار گرفت. اما تیم پیسرز با وجود داشتن مهره‌های بسیار قدرتمندی در تیم خود کماکان از مشکلات داخلی میان بازیکنانش رنج می‌برد. در این بین بنظر می‌رسید که در کانون تمام ناآرامی‌های تیم لانس استیونسون قرار داشت که حرکاتش در برابر لبران جیمز نهایتاً منجر به پرداخت قیمت گزافی توسط تیم پیسرز گردید. پیسرز خیلی زحمت کشید تا بتواند سری را به هفت بازی ببرد اما نهایتاً موفق نشد و مغلوب عدم هماهنگی داخلی میان یاران خودش شد و سری را به میامی واگذار کرد.

### همایش غرب
فینال همایش غرب بسیار یادآور دیدار تاندر-اسپرز در دو فصل پیش بود. در آن سال اسپرز که رتبه اول کنفرانس در فصل بود دو بازی اول را در برابر تاندر برد. اما چهار بازی بعد را به تاندر باخت و حذف شد. اینبار نیز همانگونه آغاز شد: اسپرز که رتبه نخست در فصل شده بود در دو بازی نخست تاندر را شکست داد. اما بسیاری از کارشناسان این دو پیروزی را مدیون غیبت سرج ایباکا مدافع قدرتمند تاندر عنوان کردند که بهترین شات بلاکر لیگ و تنها شات بلاکر واقعی تیم تاندر بود. ایباکا که در بازی آخر در برابر کلیپرز مصدوم شده بود در دو بازی نخست در برابر اسپرز غایب بود و از همینرو کارشناسان پیروزی تیم اسپرز را به این دلیل اعلام کردند.
ایباکا در بازی سوم بازگشت و تاندر بازی سوم و چهارم را پیروز شد. اما این بار بر خلاف دو سال پیش اسپرز در بازی پنجم با بازی خارق‌العاده ملی پوش آرژانتینی خود شکست سختی را متحمل تاندر در سن انتونیو کرد. اسپرز این بازی را با اختلاف ۲۶ امتیاز برنده شد. گرگ پاپاویچ این پیروزی را با تعویض مدافعین یار به یار دورانت و وستبروک، و نیز استفاده از مت بانر (که در فصاسازی تبحر خاصی داشت) به جای چاگو اسپلیتر بدست آورد. همین‌جا بود که نخستین شکاف‌های روحی و روانی در چهره بازیکنان تاندر (که تا این موقع ادعای قهرمانی داشتند) پدیدار گشت.
نهایتاً در بازی ششم تاندر به این خیال بود که اسپرز توان شکست دادنش را در زمین خودش نخواهد داشت. بخصوص با مصدوم شدن تونی پارکر در بازی ششم باز کارشناسان ورزشی، اسپرز را فرسوده تر و مسن تر از آنی دانستند که بتوانند بر امثال وستبروک و دورانت جوان پیروز شوند. اما اسپرز این بار با اتکا بر نیمکت خود و رهبری بی عیب و نقص تیم دانکن در وقت اضافه بر جهانیان ثابت کرد که تجربه بر قدرت بدنی می‌چربد. تاندر که یکی از مدعیان مسلم قهرمانی بازی‌ها بود در بازی ششم تسلیم کوه بلند تجربه‌های اسپرز و نیز سیستم فوق‌العاده کارا و علمی گرگ پاپاویچ شد که اسپرز را به مدت هفده سال متوالی به پلی آفس آورده بود.

### فینال
سری فینال درست همانند سال پیش باز با برد سن انتونیو آغاز شد و در بازی دوم میامی به سختی از مهلکه جان سالم به در برد و سری را تساوی کرد. اما آنچه که شگفتی آفرید دو بازی بعد بود که اسپرز با قاطعیت در زمین میامی توانست قهرمان سال پیش را شکست داده و ۳ به ۱ پیشی گیرد. این دو شکست چنان غیرمنتظره بود که اریک سپولسترا در مصاحبه اعتراف کرد که در برابر اسپرز هیچگونه تاکتیک تدافعی سراغ ندارد. در واقع تیم اسپرز سیستم بازی گردش توپ سریع گرگ پاپاویچ را در این دو بازی در حد تکامل به نمایش درآورد. سرانجام در بازی پنجم بود که سن انتونیو اسپرز توانست انتقام دوره قبل را از میامی گرفته و قهرمان جهان گردد. اسپرز در واقع هر سه بازی آخر را مدیون انرژی و بازی عالی کووای لئونارد ۲۲ ساله بود. از همین رو بود که پس از لمس جام قهرمانی کووای لنارد جایزه ام وی پی دوره نهایی را از دستان بیل راسل دریافت کرد.